# Marjaniwka (Butscha, Makariw)
Marjaniwka (ukrainisch Мар'янівка; russisch Марьяновка Marjanowka) ist ein Dorf im Westen der ukrainischen Oblast Kiew mit etwa 800 Einwohnern (2001).

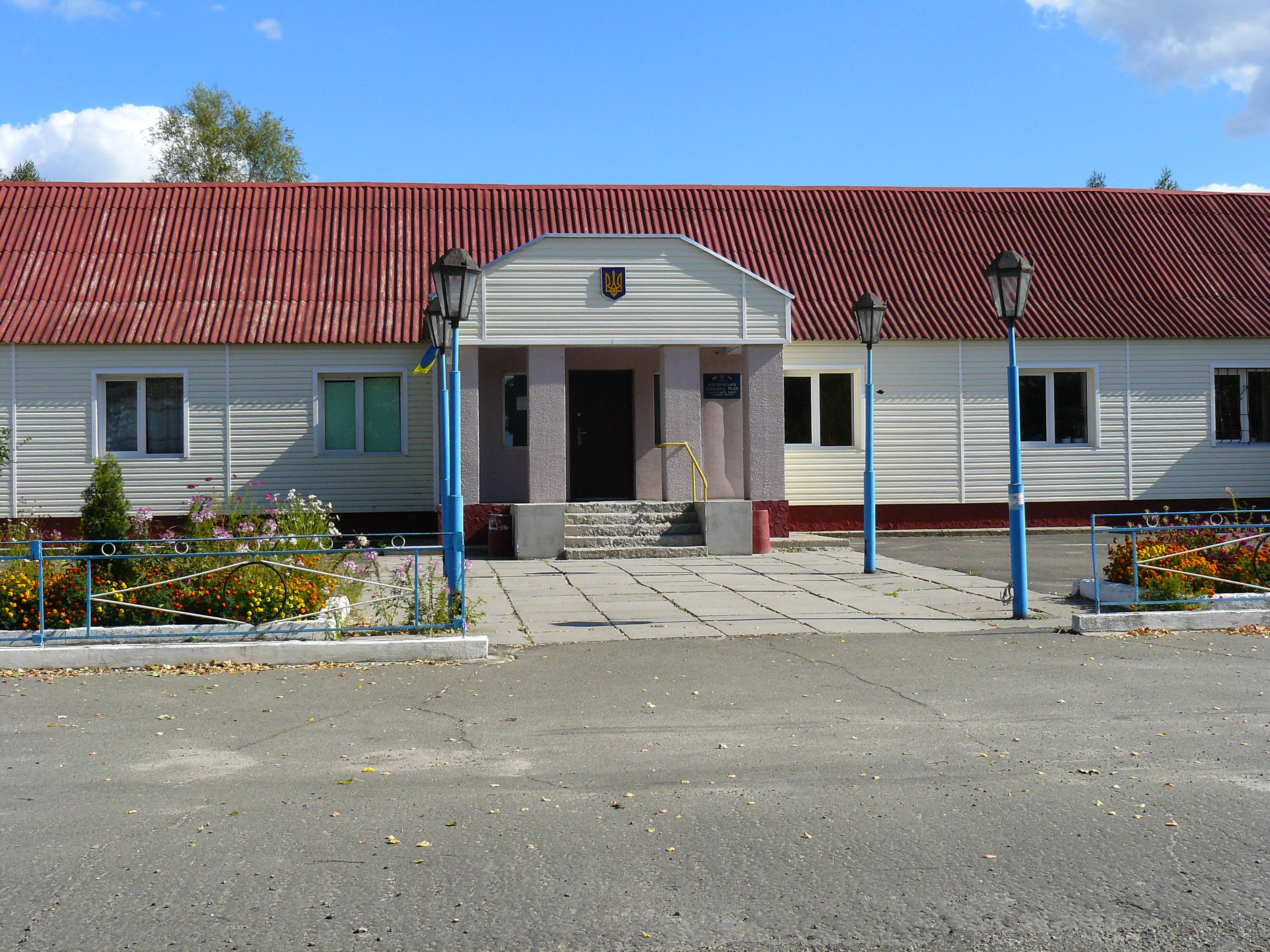
Gebäude der Landratsgemeinde

Das 1776 gegründete Dorf liegt im Rajon Butscha nahe der Grenze zur Oblast Schytomyr, 25 km südwestlich vom ehemaligen Rajonzentrum Makariw und 76 km westlich von Zentrum Kiews.
Am 12. Juni 2020 wurde das Dorf ein Teil der neugegründeten Siedlungsgemeinde Makariw, bis dahin bildete es die gleichnamige Landratsgemeinde Marjaniwka (Мар'янівська сільська рада/Marjaniwska silska rada) im Westen des Rajons Makariw.
Am 17. Juli 2020 kam es im Zuge einer großen Rajonsreform zum Anschluss des Rajonsgebietes an den Rajon Butscha.